# Louisiana nella guerra di secessione americana

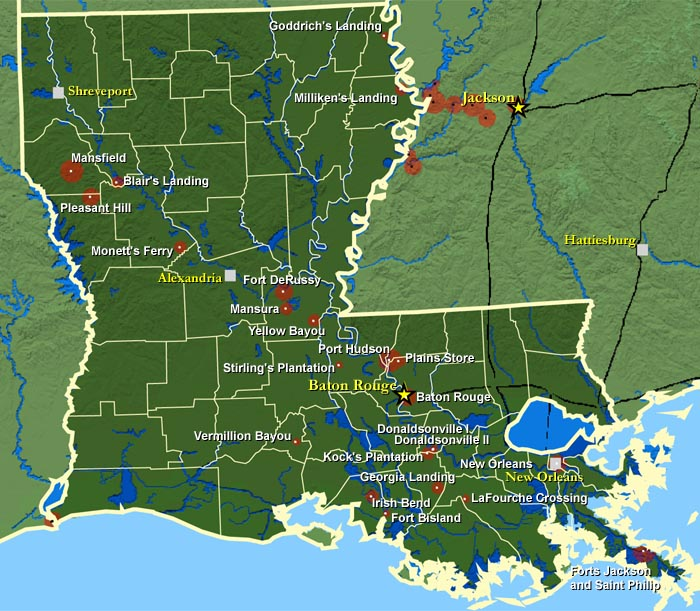
Mappa delle battaglie combattute in Louisiana durante la guerra di secessione

La Louisiana, prima dello scoppio della guerra di secessione americana, era uno dei principali stati schiavisti dove, sin dal XVIII secolo, la maggior parte della popolazione era composta da schiavi africani e afroamericani.
Nel 1860 il 47% della popolazione era composta da schiavi e nello Stato era presente la più larga percentuale di neri liberi di tutti gli Stati Uniti d'America. Tra la popolazione bianca della Louisiana, soprattutto nelle città, molto forti erano i sentimenti filo-schiavisti e antifederali.

## La guerra di secessione
Allo scoppio della guerra civile, il governatore Thomas Overton Moore ordinò alla milizia di occupare l'arsenale federale di Baton Rouge e le fortezze di New Orleans, Jackson e St. Philip. Il 23 gennaio Moore, un facoltoso latifondista, convocò inoltre una convention (alla quale tuttavia partecipò circa il 5% degli aventi diritto) e il 26 gennaio 1861 venne approvata la secessione dall'Unione.
Subito dopo la secessione della Louisiana il Dipartimento della Guerra nordista iniziò a pianificare la conquista di New Orleans, la più grande città di tutto il sud e un importante porto strategico per la sua posizione lungo il fiume Mississippi e all'ingresso del golfo del Messico.
Già nelle prime fasi della guerra il presidente Abraham Lincoln, consapevole che la regione del fiume Mississippi era il cuore della rivolta sudista, ordinò di concentrare gli sforzi militari per conquistare il controllo del fiume in modo tale da dividere in due il territorio della Confederazione e facilitare così la strategia dell'ammiraglio David Dixon Porter, il quale avrebbe potuto risalire il Mississippi con uomini e rifornimenti fino a New Orleans.

## La sconfitta
Sin dalle prime fasi della guerra Moore, consapevole del rischio di un'invasione nordista della Louisiana, chiese al governo confederato di inviare truppe per difendere New Orleans.
I sudisti però erano convinti che la strategia vincente contro i nordisti sarebbe stata applicare un embargo non ufficiale della vendita di cotone (di cui la Louisiana era un importante produttore) verso l'Europa in modo tale da spingere le potenze europee (in primis la Gran Bretagna) a intervenire nella guerra. I sudisti inoltre intendevano far emettere dal presidente confederato Jefferson Davis delle lettere di corsa che avrebbero permesso a gruppi di privati di assalire e catturare bastimenti mercantili nordisti. Questa strategia ben presto si rivelò del tutto inadeguata.
New Orleans cadde il 25 aprile 1862 e poco dopo anche Baton Rouge venne presa dai nordisti.
Moore fu costretto a spostare la capitale dello Stato a Opelousas e cercò di organizzare un movimento di resistenza reclutando miliziani e ordinando la distruzione dei campi di cotone.